# Regió d'O'Higgins
La regió del Libertador General Bernardo O'Higgins és una de les 16 regions de Xile. Limita al nord amb la regió de Valparaíso i la regió Metropolitana de Santiago, al sud amb la regió del Maule, a l'oest amb l'oceà Pacífic i a l'est amb la província de Mendoza (Argentina).